# Charleval (Eure)
Charleval es una localidad y comuna francesa situada en la región de Alta Normandía, departamento de Eure, en el distrito de Les Andelys y cantón de Fleury-sur-Andelle.

## Demografía
| 1632 | 1636 | 1654 | 1753 | 1768 | 1872 |
| Para los censos de 1962 a 1999 la población legal corresponde a la población sin duplicidades (Fuente: INSEE [Consultar]) |      |      |      |      |      |